# Pleopeltis panamensis
Pleopeltis panamensis är en stensöteväxtart som först beskrevs av Charles Alfred Weatherby, och fick sitt nu gällande namn av Pichi-serm. Pleopeltis panamensis ingår i släktet Pleopeltis och familjen Polypodiaceae. Inga underarter finns listade.